# معالجة الأعراض
معالجة الأعراض عبارة عن أي علاج طبي لأحد الأمراض بحيث يؤثر فقط على الأعراض المصحابة للإصابة به وليس سببها مثل مسببات المرض. وتهدف هذه المعالجة عادة إلى الحد من علامات وأعراض المرض من أجل تحقيق الراحة والرفاهية للمريض بيد أنها قد تكون مفيدة أيضًا في الحد من العواقب العضوية وعقابيل هذه العلامات والأعراض المصاحبة للمرض. وفي العديد من الأمراض، حتى في تلك التي يعرف مسببات المرض الخاصة بها (مثل معظم الأمراض الفيروسية مثل الانفلونزا) (influenza)، تكون معالجة الأعراض هي النوع الوحيد المتوفر من العلاج حتى الآن.
أمثلة على معالجة الأعراض:
- مسكنات الألم
- العقاقير المضادة للالتهاب الخاصة بعلاج الالتهاب الناجم عن الإصابة باسم التهاب المفاصل
- العقاقير المضادة للسعال لعلاج السعال
- العقاقير المضادة للهستامين لعلاج الحساسية
- التحويلة الدماغية للتخفيف من حدة استسقاء الرأس

عند معرفة مسببات المرض، فعندئذٍ يمكن تحديد نظام المعالجة اللازم بيد أن ذلك يرتبط بصفة عامة بمعالجة الأعراض كذلك.
وتجدر الإشارة إلى أنه يوصى بعدم اللجوء إلى معالجة الأعراض على الدوام إذ إنها قد تكون خطرة في حقيقة الأمر بشكل تام نظرًا لأنها قد تخفي أحد مسببات المرض الكامنة التي يتم إغفالها عندئذٍ أو علاجها بعد فوات الأوان. أمثلة:
- تكون الحمى من الدرجة المتوسطة لمدة 15 يومًا أو أكثر هي العرض الوحيد للإصابة باسم تجرثم الدم عن طريق بكتريا العنقوديات الذهبية. وفي حالة مفاجئتها بمعالجة الأعراض، فإن ذلك سوف يؤدي إلى إخفاء المرض ومنع التشخيص الفعال له والمعالجة باستخدام المضادات الحيوية. وقد تكون النتيجة قاسية (الحمى الروماتيزمية، التهاب الكلية، التهاب الشغاف، إلخ).
- وقد تنتج الإصابة المزمنة باسم الصداع بسبب الميول الصحية أو نتيجة الإصابة باسم ورم الدماغ أو تمدد الأوعية الدموية في الدماغ.

وأخيرًا، لا تكون معالجة الأعراض خالية من الآثار السلبية كما يمكن أن تكون أحد أسباب العواقب علاجية المنشأ (مثل التأثيرات المرضية الناجمة عن المعالجة ذاتها) مثل رد الفعل التحسسي ونزف المعدة والآثار التي يتعرض لها الجهاز العصبي المركزي (الغثيان، الدوار، إلخ).